# Gustaf Mattsson
Gustaf Mattsson (Suecia, 8 de septiembre de 1893-15 de enero de 1977) fue un atleta sueco, especialista en la prueba de campo a través por equipo en la que llegó a ser medallista de bronce olímpico en 1920.

## Carrera deportiva
En los JJ. OO. de Amberes 1920 ganó la medalla de bronce en el campo a través por equipo, con una puntuación de 23 puntos, quedando en el podio tras Finlandia (oro) y Reino Unido (plata), siendo sus compañeros de equipo: Erik Backman y Hilding Ekman.